# Izaline Calister
Izaline Calister (ur. 9 marca 1969 na Curaçao) – holenderska piosenkarka i autorka tekstów. Dorastała na rodzinnej wyspie. W wieku 18 lat przeprowadziła się do Groningen, gdzie studiowała na Prins Claus Conservatorium.
Muzyka Calister to mieszanka muzyki afrokaraibskiej i calypso z jazzem. Śpiewa w języku papiamento.
Pierwszy album wydała w 2000, a nazywał się on Sono di un Muhe. Cztery lata później na rynek wyszła następna płyta Calister zatytułowana Krioyo. W 2006 artystka wydała album pt. Kanta Hélele, a w 2009 – Speransa. W październiku 2012 wydała płytę pt. Kandela.
W 2007 powstał film dokumentalny o piosenkarce, pt. „Izaline Calister: Lady Sings the Tambú”.
W październiku 2009 otrzymała The Edison Award, a miesiąc później urodziła córkę.

## Nagrody
- The Edison Award (2009).

## Dyskografia
- Sono di un Muhe (2000)
- Mariposa (2002)[5]
- Krioyo (2004)
- Kanta Hélele (2006)
- Speransa (2009)[6]
- Kandela (2012)
- Rayo di Lus (2016)[5]

Album „Speransa” zajął 93. miejsce na holenderskiej liście przebojów.